# 1993 Голяма награда на Унгария
1993 Голяма награда на Унгария е 8-о за Голямата награда на Унгария и единадесети кръг от Сезон 1993 във Формула 1, който се провежда на 15 август 1993, на пистата Хунгароринг, Будапеща, Унгария.

## Репортаж
Победител е Деймън Хил с екипа на Уилямс-Рено, който печели първа победа в кариерата си. Пол позишън печели Ален Прост с Уилямс-Рено (1:14.631), той постига и най-бърза обиколка (1:19.633).
След лошия късмет в Хокенхаймринг, Деймън Хил се надява късмета му да се обърне в негова полза. Той изостава от своя съотборник Ален Прост с общо 49 като между тях са Аертон Сена и Михаел Шумахер. Също така започнаха и разговорите относно в кой отбор отива и в кой си заминава. Сена продължава с разговорите с Уилямс, относно за следващия сезон. Рикардо Патрезе е освободен от Бенетон след края на този сезон, докато Скудерия Италия и Минарди се готвят да се обединят. Също така за сезон 1994 два нови отбора обявиха участието си, във Формула 1, Пасифик и Симтек. Отбора на Лотус си осигуриха двигателите Муген-Хонда за 1994.
Ален Прост постигна десетата си пол-позиция с време 1:14.631, 0.2 десети от Деймън Хил, който е втори. Михаел Шумахер и Аертон Сена са съответно 3-ти и 4-ти, следвани от Рикардо Патрезе, Герхард Бергер, Пиерлуиджи Мартини (който е изненадата в кваликациите като зае 7-о място), Жан Алези и двата Футуърка на Дерек Уорик и Агури Сузуки.
Стартът е спрян след като Прост не помръдна и трябваше пилотите да направят още една загрявачна обиколка. Французинът потегли но трябваше да заеме последната позиция на стартовата решетка, правейки де-факто Деймън Хил да стартира от пол-позиция. Хил поведе към първия завой следван от Шумахер, преди геранеца да загуби контрол върху машината си. Сена, Бергер и Патрезе го изпревариха на следващия завой. Рубенс Барикело загуби предна дясна гума след като се удари с друг болид и той стана първия отпаднал. Шумахер изпревари Патрезе във втората обиколка и започна да притиска Бергер. Междувременно Прост започна да изпреварва пилоти за да възстанови загубените си позиции. Шумахер изпревари Бергер в началото на четвъртата обиколка преди да се завърти на седмия завой, пропадайки до 10-о място. В края на 6-а обиколка класирането бе: Хил, Сена, Бергер, Патрезе, Алези, Майкъл Андрети, Шумахер, Уорик, Мартини и Мартин Брандъл. Проблемите на Макларън продължиха като Андрети отпадна в 15-а обиколка, а две обиколки по-късно го последва и Сена като и двамата имаха проблеми с газта и на двата Макларъна. Хил без никакви проблеми продължи да води пред Шумахер, Патрезе, Прост, Уорик, Мартини, Брандъл, Карл Вендлингер и Сузуки. Двете Ферари-та направиха своите спирания, първо Алези в началото на 19-а обиколка, и Бергер обиколка по-късно. Прост спря в 20-а обиколка за смяна на гуми, докато не се появи проблем в шасито на неговия Уилямс. Механиците забелязаха че проблема идва от задното крило на Уилямс-а на французина. Седем обиколки по-късно Прост се върна на трасето. През това време съотборникът му започна да затваря по-бавни автомобили, докато Алези излетя на първия завой по време на 23-та обиколка. Деймън спря в 24-тата като си запази лидерството си. Шумахер е следващия отпаднал с проблем на горивната помпа на своя Бенетон. Така Патрезе мина на втора позиция с битката за трето място между Дерек Уорик, Мартин Брандъл, Пиерлуиджи Мартини и Герхард Бергер. Австриецът изпревари и тримата за да заеме третата позиция. Джони Хърбърт който е седми завъртя своя Лотус и напусна състезанието. Хил направи второто си планирано спиране, без да загуби водачеството си тъй като има около 45 секунди преднина пред Патрезе. Бергер също спря за своя втори пит-стоп като това прати Уорик, Брандъл и Мартини с позиция напред до 65-а обиколка където Бергер си върна загубената позиция. Позициите в топ 6 не настъпиха промени с изключение на Карл Вендлингер, който зае 6-а позиция след като Мартини отпадна от състезанието. Хил постигна своята първа победа, след проблемите в Силвърстоун и Хокенхаймринг. Така той минава пред Шумахер на трето място в класирането при пилотите докато Прост продължава да е лидер пред Сена, въпреки че финишира извън точките.

## Класиране

### Състезание
| Поз | No | Пилот              | Конструктор         | Обиколки | Време/Отпадане | Място | Точки |
| --- | -- | ------------------ | ------------------- | -------- | -------------- | ----- | ----- |
| 1   | 0  | Деймън Хил         | Уилямс-Рено         | 77       | 1:47:39.098    | 2     | 10    |
| 2   | 6  | Рикардо Патрезе    | Бенетон-Форд        | 77       | +1:11.915      | 5     | 6     |
| 3   | 28 | Герхард Бергер     | Ферари              | 77       | +1:18.042      | 6     | 4     |
| 4   | 9  | Дерек Уорик        | Футуърк-Муген-Хонда | 76       | +1 Об.         | 9     | 3     |
| 5   | 25 | Мартин Брандъл     | Лижие-Рено          | 76       | +1 Об.         | 13    | 2     |
| 6   | 29 | Карл Вендлингер    | Заубер              | 76       | +1 Об.         | 17    | 1     |
| 7   | 26 | Марк Блъндел       | Лижие-Рено          | 76       | +1 Об.         | 12    |       |
| 8   | 19 | Филип Алио         | Ларус-Ламборджини   | 75       | +2 Об.         | 19    |       |
| 9   | 15 | Тиери Бутсен       | Джордан-Харт        | 75       | +2 Об.         | 24    |       |
| 10  | 3  | Укио Катаяма       | Тирел-Ямаха         | 73       | +4 Об.         | 23    |       |
| 11  | 4  | Андреа де Чезарис  | Тирел-Ямаха         | 72       | +5 Об.         | 22    |       |
| 12  | 2  | Ален Прост         | Уилямс-Рено         | 70       | +7 Об.         | 1     |       |
| Отп | 24 | Пиерлуиджи Мартини | Минарди-Форд        | 59       | Инцидент       | 7     |       |
| Отп | 20 | Ерик Комас         | Ларус-Ламборджини   | 54       | Двигател       | 18    |       |
| Отп | 11 | Алесандро Занарди  | Лотус-Форд          | 45       | Ск.кутия       | 21    |       |
| Отп | 10 | Агури Сузуки       | Футуърк-Муген-Хонда | 41       | Завъртане      | 10    |       |
| Отп | 21 | Микеле Алборето    | Лола-Ферари         | 39       | Пегряване      | 25    |       |
| Отп | 12 | Джони Хърбърт      | Лотус-Форд          | 38       | Завъртане      | 20    |       |
| Отп | 22 | Лука Бадоер        | Лола-Ферари         | 37       | Завъртане      | 26    |       |
| Отп | 5  | Михаел Шумахер     | Бенетон-Форд        | 26       | Горивна помпа  | 3     |       |
| Отп | 23 | Кристиан Фитипалди | Минарди-Форд        | 22       | Суспензия      | 14    |       |
| Отп | 27 | Жан Алези          | Ферари              | 22       | Завъртане      | 8     |       |
| Отп | 30 | Джей Джей Лехто    | Заубер              | 18       | Двигател       | 15    |       |
| Отп | 8  | Айртон Сена        | Макларън-Форд       | 17       | Дросел         | 4     |       |
| Отп | 7  | Майкъл Андрети     | Макларън-Форд       | 15       | Дросел         | 11    |       |
| Отп | 14 | Рубенс Барикело    | Джордан-Харт        | 0        | Инцидент       | 16    |       |

## Класиране след състезанието
| Поз | Пилот           | Точки |
| --- | --------------- | ----- |
| 1   | Ален Прост      | 77    |
| 2   | Айртон Сена     | 50    |
| 3   | Деймън Хил      | 38    |
| 4   | Михаел Шумахер  | 36    |
| 5   | Рикардо Патрезе | 17    |

| Поз | Конструктор   | Точки |
| --- | ------------- | ----- |
| 1   | Уилямс-Рено   | 115   |
| 2   | Макларън-Форд | 53    |
| 3   | Бенетон-Форд  | 53    |
| 4   | Лижие-Рено    | 21    |
| 5   | Ферари        | 14    |

- Бележка: И в двете класирания са показани само първите пет отбора.